# گلن‌گری گلن راس
گلن‌گری گلن راس نام نمایشنامه‌ای است نوشتهٔ دیوید مَمِت که در سال ۱۹۸۴ جایزهٔ پولیتزر گرفته‌است. این نمایشنامه داستانِ دو روز از زندگیِ چهار کارمند معاملات املاک در شیکاگو و شرحِ بی‌اخلاقی‌هایی است که آن‌ها در این شغل مرتکب می‌شوند.
گلن‌گری گلن راس همچنین در سال ۱۹۸۳ دو جایزه الیویر و جامعه تئاتری وست‌اند را گرفت و برندهٔ جایزه منتقدان نیویورک در سال ۱۹۸۴ و جایزه تونی در سال ۲۰۰۵ شد.
این نمایشنامه با برگردان امید روشن‌ضمیر در سال ۱۳۸۶ توسط انتشارات نیلا منتشر شده‌است.